# Мария Анна Саксен-Альтенбургская
Мария Анна Саксен-Альтенбургская (нем. Marie Anna von Sachsen-Altenburg; 14 марта 1864, Альтенбург, Германский союз — 3 мая 1918, Бюккебург, Нижняя Саксония) — принцесса Саксен-Альтенбургская, в браке княгиня Шаумбург-Липпская. Сестра великой княгини Елизаветы Маврикиевны.

## Брак
16 апреля 1882 года принцесса вышла замуж за наследного принца Георга Шаумбург-Липпского. В 1893 году после смерти отца он стал главой дома Шаумбург-Липпе. В браке родилось девять детей:
- Адольф II (1883—1936), женат на Эллен Бишофф-Кортхаус (1894—1936), детей в браке не было
- Мориц Георг (1884—1920), не был женат, детей не оставил
- Пётр (1886) - умер во младенчестве
- Вольрад (1887—1962), женат на принцессе Батильде Шаумбург-Липпской (1903—1983), 4 детей
- Стефан (1891—1965), женат на герцогине Ингеборге Ольденбургской (1901—1996), 3 детей
- Генрих (1894—1952), женат на графине Марии Эрике фон Гарденберг (1903—1964), 3 детей
- Маргарита (1896—1897) - умерла во младенчестве
- Фридрих Кристиан Шаумбург-Липпе (1906—1983), женат на графине Александре Кастель-Рюденхаузенской (1904—1961), затем на принцессе Марии-Луизе Шлезвиг-Гольштейн-Зондербург-Глюксбургской (1908—1969), затем на Хелене Майр (1913—2006), 3 детей от первого брака
- Елизавета (1908—1933), замужем за Бенвенуто Гауптманом (1900—1965), сыном лауреата Нобелевской премии по литературе Герхарта Гауптмана (развод), затем за фрайхерром Иоганном Геррингом фон Франкенсдорфом (1891—1971), умерла в возрасте 25 лет, 2 детей от первого брака

В 1911 году Мария Анна стала вдовой. Умерла она через 7 лет в возрасте 54 лет.

## Титулы
- 14 марта 1864 — 16 апреля 1882: Её Светлость Принцесса Саксен-Альтенбургская, герцогиня Саксонская
- 16 апреля 1882 — 8 мая 1893: Её Светлость Наследная принцесса Шаумбург-Липпская
- 8 мая 1893 — 29 апреля 1911: Её Светлость Принцесса Шаумбург-Липпская
- 29 апреля 1911 — 8 октября 1918: Её Светлость Вдовствующая принцесса Шаумбург-Липпская